# Electrecord
Electrecord este o companie românească de înregistrări audio inaugurată în 1932, fiind o firmă majoră din domeniul producției muzicale din România, fiind populară îndeosebi pentru numărul mare de LP-uri scoase pe piața muzicală românească.
Dintre muzicienii care au înregistrat la Electrecord pot fi amintiți: Constantin Silvestri, Radu Lupu, Romica Puceanu, Gabi Luncă, Dona Dumitru Siminică, Fărâmiță Lambru, Silvia Marcovici, Virginia Zeani, Marin Constantin, Corul Madrigal, Lola Bobescu, Maria Tănase, Gică Petrescu, Sviatoslav Richter, David Oistrah, Carlo Zechi, Li Ming Qiang, Aldo Ciccolini, Phoenix, Valeriu Sterian, Iris, Compact, precum și mulți alți interpreți valoroși de muzică lăutărească, jazz, rock sau folk autohton.

## Istoric
În 1932, comerciantul evreu Nathan Mischonzniki achiziționează din Germania câteva utilaje vechi, le aduce la București și le pune în funcțiune. Noua fabrică de discuri a fost botezată „Electrecord”. 
Până în 1937, neavând un studio propriu, fabrica s-a îndeletnicit cu duplicarea și multiplicarea plăcilor din străinătate, eventualele înregistrări românești fiind făcute peste hotare, la firma germană „Kristall”. În acel an au fost produse primele înregistrări cu mijloace proprii. 

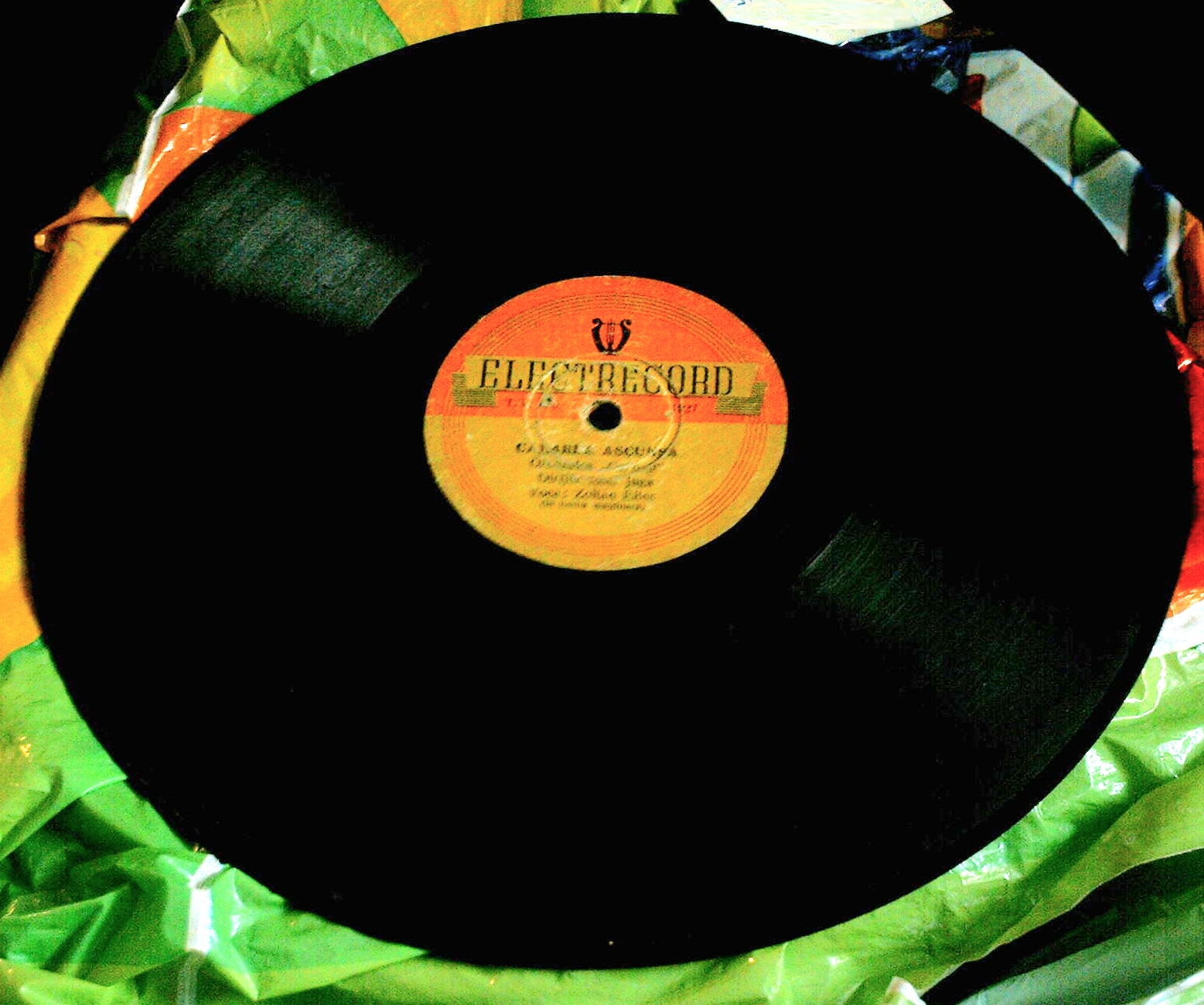
Placă Electrecord din ebonită (1955).

În perioada 1939 - 1940, tirajul plăcilor se ridica la cca. 70 de mii anual. Societatea își oferea serviciile Radioului, Ministerului Propagandei, Societății Compozitorilor Români, filialelor locale ale caselor „Columbia” și „Odeon”, precum și firmelor doritoare să-și aibă imprimate reclamele audio. 
În 1948, societatea este naționalizată, după care utilajele și tehnologiile îi sunt modernizate. Tirajele cresc, iar din 1956 apar și discurile de vinil, în paralel cu plăcile de ebonită. În 1967 se trece la imprimarea exclusivă pe discuri de vinil și se pune în practică o metodă de înregistrare pseudo-stereofonică (uneori orchestra era repartizată pe un canal, iar vocea pe celălalt). 
Anii șaptezeci sunt caracterizați prin înregistrări de o calitate îmbunătățită (dar slabă în raport cu producțiile vestice), precum și prin tiraje de ordinul zecilor de mii de copii lunar. Înregistrările se făceau, de acum, în studioul ce avea să se numească mai târziu „Tomis”, după fostul cinematograf ce se aflase în clădirea respectivă. În 1973 apar primele discuri stereo, compatibile însă și cu pick-up-urile mono. În anii optzeci, tirajul anual ajunge la 6 - 7 milioane de copii. 
Încep să fie produse variante pentru străinătate ale unor discuri, cu textul recântat în limba engleză, precum și ediții pe casete audio. Anul 1983 aduce o nouă retehnologizare a liniei de producție, fiind aduse utilaje din Suedia. 
După 1990, „Electrecord” a intrat treptat în declin, o dată cu apariția concurenței și cu încetățenirea CD-urilor. Societatea s-a găsit în impas în jurul anului 1996, când producția a stagnat din lipsă de cereri, însă doi ani mai târziu a fost salvată prin achiziționarea utilajelor sale de către o societate britanică contra sumei de 40 de mii $ și prin vinderea clădirii în care se afla fabrica. Cu acești bani a fost cumpărat un studio de înregistrări performant. 
Ulterior acestei schimbări, activitatea societății s-a reprofilat pe reeditări și înregistrări. CD-urile produse sunt multiplicate în România, Ungaria sau Anglia. Astăzi, tirajul lunar al CD-urilor nu depășește câteva mii de copii. În 2002, „Electrecord” a avut o cifră de afaceri de (echivalent) 2,16 milioane RON și un profit brut de 105.000 RON. În 2003, angajații societății au preluat de la stat pachetul majoritar de acțiuni „Electrecord” (59,76%).
În iunie 2017, Electrecord a editat albumul NAVI - "Songbird", primul LP cu muzică ușoară (pop-indie) originală după o perioadă îndelungată.
"Electrecord" București (ELRD) a intrat în insolvență, potrivit deciziei Tribunalului București, din 29 ianuarie 2018, se arată într-un raport al companiei transmis Bursei de Valori București.
Ultimul album lansat de Electrecord a fost în decembrie 2022 -  CD „Se schimbă ceva” al Beni Mihai. 

## Catalogul Electrecord
- După perioadă: Seriile interbelice, Prima serie postbelică
- După format: seriile E_A, E_B, E_C, E_E, E_D, E_F.

## Directorii Electrecordului
- Nathan Mischonzniki
- Nestor Gheorghiu
- Teodor Carțiș
- Vasile Șirli
- Grigore Petreanu
- Cornelia Andreescu